# Грауэрман, Григорий Львович
Григорий Львович Грауэрман (1861 год, Москва — 1921 год, Германия) — русский врач, акушер-гинеколог.
Крупный организатор дела родовспоможения в Москве.

## Биография
Окончил естественный факультет Санкт-Петербургского университета (1885) и медицинский факультет Московского университета (1889), после чего работал в родильном приюте при Старо-Екатерининской больнице и преподавал в фельдшерской школе при ней. В 1898 году стал заведующим этим приютом, значительно расширив его.
Проживал в это время в Москве в доме семьи Сатиных; в соседней комнате жил племянник хозяев Сергей Рахманинов.
В то же время Григорий Львович много работал по общей организации родовспоможения в Москве, выступал с докладами в Московском акушерско-гинекологическом обществе и в ряде комиссий при Московской Городской управе.
Грауэрман настаивал на организации более крупных приютов для материнства для помощи женщинам в родах на патоле, родах, при открытии приютов для беременных женщин, организации специального отдела послеродовых болезней. Стремясь реализовать идею улучшения защиты материнства и детства, он организовал амбулаторную клинику по женским заболеваниям, консультации для детей до одного года, молочную кухню, прочитал цикл популярных лекций по акушерству для населения.
В 1907 году по предложению Г. Л. Грауэрмана больница им. С. В. Лепёхина (ул. Покровка, 22а) была перепрофилирована в родильный дом имени С. В. Лепёхина. Грауэрман возглавил этот родильный дом и оставался его главой до самой своей смерти.
В 1910 году при родильном доме им. С. В. Лепёхина Грауэрман открыл первую в России больницу для послеродовых больных, получившую имя промышленника Л. И. Тимистера, завещавшего свой капитал на благотворительные цели.
Грауэрман скончался в 1921 году в Германии, куда выехал в отпуск.

### Память
Имя Грауэрмана было присвоено в 1923 году вновь организованному родильному дому № 7 на Б. Молчановке (позже проспекте Калинина и Новом Арбате, дом № 7, закрыт в 1991 году.
В 1929 году родильный дом им. С. В. Лепёхина и больница для послеродовых больных имени Л. И. Тимистера были преобразованы в Институт охраны материнства и младенчества. Сегодня это Московский областной научно-исследовательский институт акушерства и гинекологии (МОНИИАГ).